# エレアタラ・エナリ
エレアタラ・エナリ（Ereatara Enari、1997年5月30日 - ）は、スーパーラグビー・パシフィック、ハリケーンズに所属するラグビーユニオン選手。

## プロフィール
- ニュージーランド・オークランド出身[1]。
- ポジションはスクラムハーフ(SH)。
- 身長 178cm、体重 84kg
- U20ニュージーランド代表共に選ばれたことがある[2]。
- サモア代表キャップは8(2024年10月現在）でワールドカップ2023のサモア代表に選ばれた[3]。

## 略歴
カンダベリー、クルセイダーズ、ホークスベイを経て、2022年、モアナ・パシフィカに加入。
2025年、ハリケーンズに加入。